# Milagro de Mile High
El Mile High Miracle' o Milagro de Mile High en español, fue un juego de playoffs divisional de la AFC en 2012 de la NFL entre los Baltimore Ravens y los Denver Broncos el 12 de enero de 2013, su jugada más famosa, un pase de touchdown de 70 yardas que empata el juego por mariscal de campo de Baltimore Joe Flacco al receptor Jacoby Jones con menos de un minuto en el tiempo reglamentario. Jugando como visitantes contra los muy favorecidos Broncos, quienes habían derrotado decisivamente a los Ravens en apuros al final de la temporada regular, mientras que en una racha ganadora de 11 juegos, Flacco y los Ravens forzaron a los Broncos liderados por Peyton Manning a un doble tiempo extra, cuando el kicker rookie Justin Tucker pateó un gol de campo de 47 yardas para asegurar una victoria por 38–35. Con 28 puntos anotados en los primeros once minutos del juego, tres touchdowns en despejes y kickoffs, cinco cambios de líder en el partido y temperaturas de un solo dígito, el juego fue descrito por Sports Illustrated como "uno de los juegos de postemporada más emocionantes y entretenidos en la historia de la NFL". Los Ravens vencerían a los New England Patriots y, dos semanas después, derrotarían a los San Francisco 49ers en el Super Bowl XLVII logrando el segundo campeonato de la franquicia.
El Milagro de Mile High  ocupó el puesto número 1 en los 20 mejores juegos de la NFL de 2012 de NFL.com. El juego se describió como "un encuentro que lo tenía todo: dos touchdowns por los equipos especiales, dos grandes touchdowns para anotar y un pick-six, todo esto sin ser un partido donde nadie puede detener a nadie. Las defensas no jugaron mal; esto no fue un encuentro de pista. Tenía cierto equilibrio ".
A partir de 2019, es el juego más reciente de la NFL en ir al doble tiempo extra y se considera uno de los mejores juegos de todos los tiempos.

## Antecedentes

### Baltimore Ravens
Artículo principal: Temporada 2012 de los Baltimore Ravens
El 16 de diciembre, los Ravens recibieron a los Broncos en un enfrentamiento de la semana 15 decisivo para clasificarse a postemporada. Denver comenzó con un 10-0 que los Ravens no podrían cerrar. Una oportunidad para que los Ravens regresaran a la contienda por el juego llegó al final de la segunda mitad, pero fueron eliminados cuando el esquinero de los Broncos, Chris Harris, interceptó un pase de Joe Flacco en zona roja y lo devolvió para 98 yardas para un touchdown. Baltimore finalmente sufriría una derrota 34-17 en lo que sería la peor derrota local del equipo en la era de John Harbaugh.
Aunque los Ravens recibirían el premio de consolación de un puesto garantizado en los playoffs más tarde ese día, debido a una derrota de los Pittsburgh Steelers, la actuación reciente del equipo (extendiendo una racha de tres derrotas consecutivas) generó críticas a Joe Flacco específicamente, y en general sobre el la fuerza del equipo después de haber perdido jugadores defensivos clave debido a lesiones a principios de la temporada, incluido al linebacker estrella Ray Lewis. Lewis anunció públicamente sus planes de retirarse poco después, lo que impulsó el apoyo de los aficionados y elevó la moral del equipo. Baltimore terminaría la temporada como campeones divisionales con un récord de 10-6 y un impulso resurgente de cara a la postemporada, y luego derrotó a los Indianapolis Colts en la ronda de comodines.

### Denver Broncos
Artículo principal: Temporada 2012 de los Denver Broncos
Después del exitoso fichaje de Peyton Manning durante la temporada baja; los Broncos comenzaron negativamente, perdiendo tres de sus primeros cinco juegos, incluida una derrota de la semana 2, 27-21 contra los Atlanta Falcons en el Georgia Dome. En ese juego, Manning luchó frente a una audiencia de Monday Night Football, ya que fue interceptado tres veces en el primer cuarto. Después de la derrota ante los New England Patriots en la semana 5, no perderían otro juego por el resto de la temporada regular de 2012. Ganaron sus últimos once juegos, incluida una improbable remontada en el Qualcomm Stadium contra su rival de la AFC Oeste, los San Diego Chargers, en un enfrentamiento de la semana 6 de la MNF. También derrotaron a los Baltimore Ravens 34-17 en la semana 15 en el M&T Bank Stadium. El 12 de diciembre, lograron el campeonato de la división AFC Oeste con una victoria sobre los Tampa Bay Buccaneers, y lograron tener una semana de descanso en la ronda de comodines de los playoffs de la AFC y la ventaja de jugar en casa el día 30, con una victoria sobre los Kansas City Chiefs, y fueron ayudados por los Indianapolis Colts, quienes derrotaron a los Houston Texans ese mismo día.

## Resumen del juego

### Primer cuarto
El partido se jugó a una temperatura de -10,6 °C (13 °F), lo que lo convirtió en el partido de playoffs más frío jamás jugado en Denver, lo que obligó al mariscal de campo de los Broncos, Peyton Manning, a usar guantes.
Luego de un despeje de los Ravens en su posesión inicial, el wide receiver de los Broncos Trindon Holliday anotó primero al devolver un despeje de Sam Koch de 90 yardas para un touchdown, el primer puntaje de regreso de despeje de postemporada en la historia de la franquicia. Las cosas parecieron mejorar aún más para Denver cuando el wide receiver de los Ravens, Jacoby Jones, perdió el balón en el kickoff y fue derribado en la yarda 6. Sin embargo, dos jugadas más tarde, en un tercer intento de los Ravens, el back defensivo de los Broncos, Tony Carter cometió interferencia de pase defensivo, dándole a los Ravens 25 yardas y un primer intento. El mariscal de campo de los Ravens, Joe Flacco, empató el juego con un pase de anotación de 59 yardas a Torrey Smith. La situación solo empeoró para Denver en la siguiente serie cuando Corey Graham interceptó un pase de Manning a Eric Decker y lo devolvió para 39 yardas para un touchdown, dándole a los Ravens una ventaja de 14–7. Al final del cuarto, Manning recuperó a su equipo, completando 5/7 pases para 69 yardas en una serie de 74 yardas que terminó con su pase de touchdown de 15 yardas a Brandon Stokley, empatando el juego en 14-14 entrando en el segundo cuarto.

### Segundo Cuarto
Al final del segundo cuarto, una recepción de 32 yardas del receptor de los Broncos, Eric Decker, acercó a los Broncos al pase de touchdown de 14 yardas de Manning al corredor Knowshon Moreno. Denver luego forzó un despeje y, en la posesión subsiguiente, condujo hacia la yarda 34 de los Ravens. Sin embargo, los Broncos no pudieron anotar cuandoMatt Prater golpeó el suelo antes de patear el ovoide durante un intento de gol de campo de 52 yardas, dejando a los Broncos sin puntos en el drive y devolviendo el balón a los Ravens. Recuperando el balón por su cuenta 42 con 1:16 restantes, Flacco conectó a Anquan Boldin para 11 yardas y al ala cerrada Dennis Pitta para 15 yardas antes de encontrar a Torrey Smith en la zona de anotación en una anotación de 32 yardas, empatando el marcador a 21 en el final de la mitad.

### Tercer Cuarto
Holliday rompió rápidamente el empate a solo 13 segundos del tercer cuarto al devolver el kickoff de la segunda mitad 104 yardas para un touchdown, convirtiéndolo en el primer jugador en devolver tanto una patada de despeje como una patada inicial para touchdown en un juego de postemporada. Más adelante en el cuarto, Manning perdió un balón suelto mientras era capturado por Pernell McPhee, y el liniero de los Ravens, Paul Kruger, lo recuperó en la yarda 37 de los Broncos. La jugada fue revisada debido a la tuck rule, pero el árbitro Bill Vinovich confirmó la decisión en el campo de que el resultado de la jugada fue un balón suelto. Esta jugada se convirtió en la última jugada revisada bajo la tuck rule desde que fue abolida en 2013. El corredor Ray Rice la llevó a la zona de anotación desde allí con cinco jugadas consecutivas (una de ellas para 32 yardas), la carrera de touchdown en la yarda 1 para empatar el juego de regreso a 28.

### Cuarto Cuarto
A mitad del último cuarto, Denver avanzó 88 yardas y anotó en un pase de 17 yardas de Manning a Demaryius Thomas, tomando una ventaja de 35-28 con poco más de siete minutos restantes en el tiempo reglamentario. Baltimore respondió con un drive hacia la yarda 31 de los Broncos, pero perdió el balón cuando quedaban 3:16. La defensiva de los Ravens tuvo que usar todos sus tiempos muertos en la siguiente serie de Denver, pero logró forzar un despeje y colocar el balón en su propia yarda 23 en la marca de 1:09. Flacco luego lanzó un pase incompleto y corrió para siete yardas, estableciendo tercera y tres desde la yarda 30 de Baltimore con 44 segundos por jugar.

### Pase de touchdown de Joe Flaco de 70 yardas
Los Ravens salieron con un set de tres wide receivers, con Boldin y Smith a la izquierda y Jones a la derecha. El Tight End Dennis Pitta también estaba alineado en la formación mientras Flacco estaba detrás en formación shotgun. Esperando una jugada de pase obvia, los Broncos jugaron con siete corredores defensivos, incluidos los safeties Rahim Moore, Mike Adams, David Bruton y Jim Leonhard.
Cuando comenzaba la jugada, los Broncos hicieron que tres defensores presionaran. Elvis Dumervil empujó con éxito al tackle izquierdo de los Ravens, Bryant McKinnie, al backfield. Robert Ayers lograría superar al centro Matt Birk y al guardia derecho Marshal Yanda, logrando penetración a través de la brecha entre Yanda y el tackle derecho Michael Oher. Mientras tanto, Von Miller pronto se desharía del bloqueo de Oher. Para evitar a los defensores, Flacco se vería obligado a dar un paso hacia adelante en la bolsa, luego deslizarse hacia su izquierda y finalmente lanzar la pelota antes de lo previsto. La preferencia de Flacco es rescatar a una ruta profunda. En consecuencia, envió la pelota al campo para que Jones la persiguiera.
Al cornerback de los Broncos, Tony Carter, se le asignó tanto para bloquear a Jones en la línea de golpeo como para seguir a Jones por la línea lateral si no había un receptor elegible en el piso. Falló en ambos aspectos. Esto dejó a Moore y Leonhard para defender la ruta de Jones. Pero con ambos corredores defensivos esperando que Flacco lance para el marcador del primer intento, ninguno estaba bien posicionado para defender un pase profundo. A Moore se le había asignado la zona más profunda, pero en su camino hacia la pelota hizo una mala lectura en el vuelo de la pelota al intentar saltar e intentar golpear el pase, cayendo en el proceso. Jones atrapó la pelota en la yarda 20 y llegó a la zona de anotación sin impedimentos.

### Overtime
Después de que las primeras tres series del tiempo extra terminaran en despejes, Corey Graham hizo su segunda intercepción de un pase de Manning destinado a Stokley en la yarda 45 de los Broncos. En la última jugada del primer período de tiempo extra, la carrera de 11 yardas de Rice movió a los Ravens al rango de gol de campo. Cuatro jugadas después, el kicker roockie Justin Tucker pateó un gol de campo de 47 yardas para ganar el juego.

## Actuaciones notables

### Joe Flacco
El juego fue aclamado como una actuación destacada para Flacco, quien había "superado en armamento" a Tom Brady y Peyton Manning en viajes consecutivos de postemporada.The Associated Press publicó un artículo que decía "Bienvenido a la inmortalidad de la NFL, Joe Flacco", y comparó su pase de touchdown de 70 yardas con el Hail Mary de Roger Staubach y la Immaculate Reception de Franco Harris. El analista de ESPN y ex quarterback de campo Ron Jaworski dijo: "Ese fue sin duda uno de los lanzamientos más notables en la historia de los Ravens y uno de los mejores lanzamientos que he visto". Según el modelo de probabilidad de victoria de ESPN Stats & Information, Denver había un 97.2 por ciento de posibilidades de ganar el juego antes del touchdown. El linebacker saliente Ray Lewis dijo de Flacco: "Creció hoy" y señaló que antes del partido le había dicho a su quarterback: "Ahora eres el general. Llévanos a la victoria. Tú nos diriges hoy.  Yo estoy aquí para facilitar las cosas". Flacco lanzó para 331 yardas y tres touchdowns, sin intercepciones y un balón suelto que perdió.

### Torrey Smith
El wide receiver de los Ravens Torrey Smith, compitió contra el cornerback y All-Pro Champ Bailey, atrapó tres pases para 98 yardas, sus dos touchdowns en recepciones de más de veinte yardas. La defensiva de los Broncos había permitido solo tres de esos touchdowns durante toda la temporada.

### Corey Graham
El cornerback de los Ravens, Corey Graham, terminó con ocho tacleadas y dos intercepciones, la primera devolvió 39 yardas para un touchdown y la segunda en tiempo extra, lo que llevó al gol de campo ganador del juego de los Ravens. También fue nombrado el "Jugador del Juego CBS" por su actuación.

### Peyton Manning
Manning finalizó con 28/43 pases para 290 yardas y tres touchdowns, con dos intercepciones (una de las cuales fue el pick-six de 39 yardas de Graham) y dos balones sueltos, uno que perdió.

### Jacoby Jones
Jacoby Jones estaba en el extremo receptor de la jugada "Mile High Miracle" que forzó el juego a tiempo extra. Jones terminó el juego con 2 recepciones para 77 yardas y 1 touchdown.

### Trindon Holliday
El regreso de patada de despeje de 90 yardas de Holliday y el regreso de patada inicial de 104 yardas fueron los más largos en cada categoría de postemporada de la NFL (este último fue roto solo tres semanas después por Jacoby Jones en el Super Bowl XLVII). Sus 248 yardas de devolución totales de equipos especiales también fueron un récord de postemporada de la NFL, rompiendo el récord de Andre Coleman de 244 yardas de devolución en el Super Bowl XXIX (y luego empatado por Desmond Howard en el Super Bowl XXXI).

## Titulares
| Baltimore       | Posición | Posición | Denver           |
| --------------- | -------- | -------- | ---------------- |
| Ofensiva        |          |          |                  |
| Torrey Smith    | WR       | WR       | Demaryius Thomas |
| Bryant McKinnie | LT       | LT       | Ryan Clady       |
| Kelechi Osemele | LG       | LG       | Zane Beadles     |
| Matt Birk       | C        | C        | Dan Koppen       |
| Marshal Yanda   | RG       | RG       | Chris Kuper      |
| Michael Oher    | RT       | RT       | Orlando Franklin |
| Ed Dickson      | TE       | TE       | Joel Dreessen    |
| Anquan Boldin   | WR       | WR       | Eric Decker      |
| Joe Flacco      | QB       | WR       | Brandon Stokley  |
| Vonta Leach     | FB       | QB       | Peyton Manning   |
| Ray Rice        | RB       | RB       | Knowshon Moreno  |
| Defensa         |          |          |                  |
| Haloti Ngata    | DT       | LDE      | Derek Wolfe      |
| Ma'ake Kemoeatu | NT       | DT       | Kevin Vickerson  |
| Paul Kruger     | DE       | NT       | Justin Bannan    |
| Terrell Suggs   | OLB      | RDE      | Elvis Dumervil   |
| Danell Ellerbe  | ILB      | OLB      | Von Miller       |
| Ray Lewis       | ILB      | ILB      | Keith Brooking   |
| Corey Graham    | LCB      | OLB      | Wesley Woodyard  |
| Cary Williams   | RCB      | LCB      | Champ Bailey     |
| Bernard Pollard | SS       | RCB      | Chris Harris     |
| Chykie Brown    | CB       | SS       | Mike Adams       |
| Ed Reed         | FS       | FS       | Rahim Moore      |
| John Harbaugh   | Coach    | Coach    | John Fox         |

## Árbitros
- Árbitro: Bill Vinovich (# 52)
- Árbitro: Undrey Wash (# 96)
- Juez de línea principal: George Hayward (# 54)
- Juez de línea: Ron Marinucci (# 107)
- Juez de campo: Bob Waggoner (# 25)
- Juez lateral: Ronald Torbert (# 62)
- Juez trasero: Billy Smith (# 2)

## Puntaje
|     | 1  | 2 | 3 | 4 | OT | 2OT | Total |
| --- | -- | - | - | - | -- | --- | ----- |
| BAL | 14 | 7 | 7 | 7 | 0  | 3   | 38    |
| DEN | 14 | 7 | 7 | 7 | 0  | 0   | 35    |